# SU-100Y
SU-100Y Liên Xô là một nguyên mẫu pháo tự hành, được tiến hành phát triển từ nguyên mẫu xe tăng T-100. Nó được phát triển trong Chiến tranh mùa đông với Phần Lan,khẩu pháo 130 mm với mục đích là để phá hủy các công trình phòng thủ bê tông như boongke và các chướng ngại vật chống tăng cùng với việc sử dụng như một vũ khí diệt tăng. Nhưng nó không được sản xuất hàng loạt, nhưng nguyên mẫu ban đầu của nó đã được đưa vào sử dụng trong Chiến tranh thế giới thứ hai trong phòng thủ Moscow và cũng có thể sử dụng trong các hoạt động khác khi còn thời gian phục vụ cho đến khi chiến tranh kết thúc.

## Phát triển
Vào tháng 12 năm 1939, Bộ Tư lệnh Tây Bắc của Hồng quân yêu cầu phía bắc phát triển một phương tiện dựa trên nguyên mẫu T-100. Phương tiện này không chỉ hoạt động như một khẩu pháo tự hành thông thường mà còn được sử dụng để đặt cầu, vận chuyển chất nổ và thu hồi xe tăng bị phá hủy hoặc hư hỏng trên chiến trường.
Trong quá trình phát triển phương tiện này, ABTU đã đề xuất lắp pháo 152mm cỡ lớn, và có tốc độ cao như trên T-100 để có khả năng phá hủy boongke và các công sự cố định kiên cố khác. Giám đốc nhà máy tại phía Bắc đề xuất ngừng phát triển mẫu thử nghiệm để sử dụng T-100 làm pháo tự hành / pháo chống tăng trang bị pháo của hải quân là 100 và 130mm. Ý tưởng này đã được chấp nhận và vào ngày 8 tháng 1 năm 1940, các kế hoạch cho T-100-X đã được hoàn thiện và gửi đến nhà máy Izhorskyi. T-100-X có khoang chiến đấu hình hộp và được trang bị khẩu pháo của hải quân là  130mm B-13. Để cơ động, nó giữ nguyên hệ thống treo thanh xoắn, như xu hướng trên các xe tăng hiện đại thời đó. Trong quá trình phát triển mẫu thử nghiệm, hình dạng của khoang chiến đấu đã được sửa đổi để giảm thời gian nạp đạn. Thiết kế mới là SU-100Y (đôi khi được gọi là T-100). Các thiết kế của SU-100Y đã được gửi đến nhà máy Izhorskyi vào ngày 24 tháng 2 năm 1940 và quá trình lắp ráp bắt đầu vào ngày đầu tiên của tháng. Pháo tự hành đã được thử nghiệm lần đầu tiên vào ngày 14 tháng 3. Khi Chiến tranh mùa đông với Phần Lan đã kết thúc, SU-100Y không bao giờ được triển khai chống lại Phần Lan nhưng sẽ được sử dụng trong trận chiến ở Moscow và có thể có hoạt động ở những nơi khác.
Trong Chiến tranh Mùa đông,Liên Xô đã đề xuất hiện đại hóa T-100 với vũ khí trang bị mạnh hơn, súng 152mm M-10, có thể phá hủy các cấu trúc bê tông, đặc biệt là răng rồng, là biện pháp chống tăng phổ biến giữa các công sự cố định của châu Âu trong Thế chiến II. Một tháp pháo mới để mang lựu pháo 152mm đã được triển khai vào khoảng tháng 3 năm 1940. Mẫu mới này được đặt tên là T-100-Z. Tuy nhiên, dự án này đã bị bỏ dở vì KV-1 và xe tăng KV-2  được trang bị cỡ nòng 152mm  vượt trội hơn. Vào tháng 4 năm 1940, nhà máy N ° 185 đề xuất một pháo tự hành (nguyên mẫu 103) để phòng thủ bờ biển, dựa trên T-100 và được trang bị pháo hải quân B-13 130mm được lắp đặt trong một tháp pháo xoay với ba 7,62 mm súng máy. Dự án này không bao giờ vượt ra ngoài bảng vẽ.

## Thiết kế
Bố trí áo giáp
Với một tầng hầm rộng rãi, hoàn toàn kín với chiều cao 3,29 mét được hàn từ các tấm giáp dày 60–65 mm, giúp bảo vệ hiệu quả ngay cả trước hỏa lực pháo của đối phương cùng với pháo cỡ nòng từ 35–50 mm.
Vũ khí
Vũ khí chính của xe là một khẩu pháo của hải quân 130 mm B-13, nhờ khả năng tiếp đạn tuyệt vời, nó được sử dụng để trang bị cho các tàu tuần dương và các khẩu đội ven biển. Đặc điểm của súng là nòng 55 viên, giúp đạn có sơ tốc đầu nòng trên 800 m / s, nên dù có góc nâng khoảng 30 °, nó vẫn có thể đạt tầm bắn khoảng 20 km. . Súng cũng có tốc độ bắn cao - 10-12 viên / phút. Khả năng xuyên giáp rất tốt, có thể xuyên thủng tối đa 202mm giáp và thậm chí 158mm giáp ở cự ly 2000m với đạn SAPCBC, được chỉ định là PB-46A. Để bắn súng, một sợi dây sẽ được gắn vào một lỗ ở cuối súng, như hệ thống tiêu chuẩn vào thời điểm đó. Ngoài ra, quả đạn B-13 có 2,5 kg thuốc nổ. Để so sánh, đạn 122 mm D-25T chỉ có 1,6 kg thuốc nổ trong vỏ. Cơ số đạn bao gồm 30 viên đạn nạp riêng biệt, ảnh hưởng đến quy mô tổ lái, trong đó có hai viên nạp đạn, với 15 viên đạn SAPCBC và 15 viên đạn HE khác. Như một vũ khí phòng thủ, súng máy 3x 7,62mm DT-29 đã được cung cấp.
Động cơ
Động cơ của nó là động cơ GAM-34 với công suất đầu vào là 890 mã lực, trước đây đã được lắp đặt trên các tàu cao tốc phóng ngư lôi. Động cơ mạnh mẽ cho phép chiếc xe tăng hạng nặng di chuyển trên đường cao tốc với tốc độ 35 km/h, nhưng trên địa hình gồ ghề thì chỉ 12–16 km/h. Khung gầm và thiết bị để di chuyển của SU-100Y được vay mượn hoàn toàn từ xe tăng T-100.

## Các hoạt động khác
Khi dự án T-100 bị dừng hoạt động, SU-100Y được vận chuyển đến Kubinka vào mùa hè năm 1940. Vào tháng 11 năm 1941, vào thời điểm quan trọng nhất của trận chiến ở ngoại ô Moscow, SU-100Y , cùng với thử nghiệm trang bị súng 152mm SU-14 và SU-14-1, đã được đưa vào phục vụ trong Sư đoàn Pháo binh Độc lập cho các Nhiệm vụ Đặc biệt. Thông tin thêm về thành tích chiến đấu của đơn vị vẫn chưa được biết. Tuy nhiên, có thông tin cho rằng SU-100Y đã được sử dụng để chống lại quân đội Đức và thiết giáp tại nhà ga khu vực Kubinka. Ngay cả khi hồ sơ chiến đấu của SU-100Y không được công bố, có thể SU-100Y đã được sử dụng trong một số hoạt động chiến đấu khác như Kursk vì nó vẫn hoạt động cho đến khi kết thúc chiến tranh như cả pháo tự hành và pháo chống tăng trong cùng một sư đoàn, tương tự như ISU-152. Không giống như nguyên mẫu ban đầu của nó là (T-100), nguyên mẫu SU-100Y đã sản xuất và thử nghiệm,sau khi chiến tranh kết thúc SU-100Y đã được đem ra trưng bày tại Bảo tàng xe tăng Kubinka.

### Xe tăng có vai trò, hiệu suất và thời đại có thể so sánh được
- Mỹ T28 siêu hạng nặng / T95 GMC
- Xe tăng tấn công hạng nặng Tortoise của Anh
- Đức Jagdtiger